# Silverdale (Lancashire)
Koordinaten: 54° 10′ N, 2° 50′ W

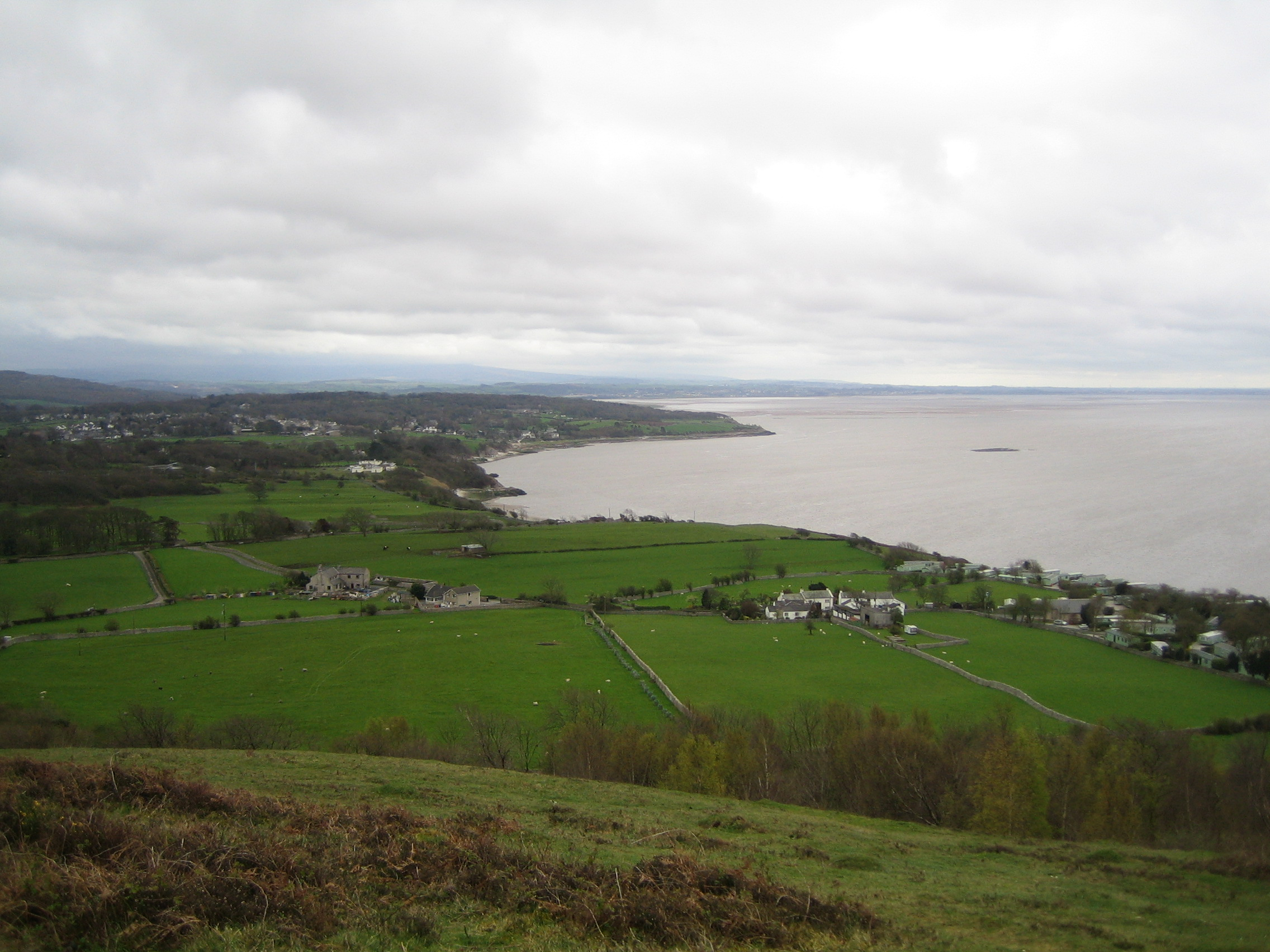
Morecambe Bay und Silverdale

Silverdale ist eine Gemeinde mit 1500 Einwohnern, 14 km nördlich von Lancaster, im County Lancashire.
Silverdale liegt in der Arnside and Silverdale Area of Outstanding Natural Beauty.
Der Lancashire Coastal Way geht von hier in südlicher Richtung bis nach Freckleton; der Cumbria Coastal Way geht von hier in nördlicher Richtung bis nach Gretna.
Die Schriftstellerin Elizabeth Gaskell verbrachte im 19. Jahrhundert ihren Urlaub regelmäßig in Silverdale. Der Dichter Gordon Bottomley lebte von 1914 bis zu seinem Tod 1948 in Silverdale.
Im September 2011 wurde der Schatz von Silverdale von einem Sondengänger auf einem nicht genau benannten Feld am Rande von Silverdale gefunden. Es handelt sich bei dem Fund um den viertgrößten bisher in England entdeckten Wikingerschatz, der dort um das Jahr 900 n. Chr. vergraben wurde.